# پا به فرار
پا به فرار (به انگلیسی: On the Run) نام آهنگی بی‌کلام از آلبوم نیمه تاریک ماه گروه موسیقی پراگرسیو راک پینک فلوید است که در سال ۱۹۷۳ منتشر شد. این قطعهٔ بی کلام به فشارهای وارده از سفر می‌پردازد (که به گفته ریچارد رایت اغلب ترس از مرگ را به همراه دارد) و قطعه‌ای است که برپایهٔ سینث‌سایزر (Synthi AKS) ساخته شده‌است. هنگامی که گروه این قطعه را در کنسرت‌ها اجرا می‌کرد در پایان آن، یک مدل هواپیما از یک قسمت از صحنه، به قسمتی دیگر پرواز می‌کرد و در یک انفجار درخشان سقوط می‌کرد. در دورهٔ ضبط آلبوم و همچنین اجراهای زنده قبل از انتشار آلبوم این قطعه با نام «The Travel Sequence» شناخته می‌شد.
تیم بسکتبال شیکاگو بولز از این آهنگ به هنگام معرفی ترکیب تیم مهمان در مسابقاتش استفاده می‌کند.

## نسخه‌های زنده و جایگزین
نسخه‌ای از اجرای زندهٔ این آهنگ در آلبوم زنده تکانه قرار دارد. در تور لغزش آنی در عقل نیز این آهنگ اجرا می‌شد اما در آلبوم زنده‌ای که از دل این تورها با نام صدای دلچسب رعد منتشر شد؛ قرار نگرفت.